# Jazva
Jazva (rusky Язьва) je řeka v Permském kraji v Rusku. Je dlouhá 162 km. Povodí řeky má rozlohu 5 900 km².

## Průběh toku
Vzniká soutokem Severní a Jižní Jazvy, které stékají z horského hřbetu Kvarkuš. Teče převážně přes bažinatou nížinu. Zleva se do ní vlévá Gluchaja Vilva. Ústí zleva do Višery (povodí Kamy) na 73 říčním kilometru.

## Vodní režim
Zdrojem vody jsou převážně sněhové srážky. Průměrný roční průtok vody činí přibližně 70 m³/s. Zamrzá ve druhé polovině října až v první polovině listopadu a rozmrzá ve druhé polovině dubna až v první polovině května.

## Využití
Řeka je splavná pro vodáky.